# Телефон (лист)
Телефон: лист за шалу и забаву је хумористичко-сатирични часопис који је излазио у Београду од 1882. до 1883.

## Историјат
Телефон је издавао штампар Коста Белкић. Он је био поборник Српске напредне странке. Интересантно је да се лист појавио неколико година после епохалног открића уређаја Александра Бела 1876. године. Зато је и важно да је један хумористичко-сатирични лист добио име по последњем техничко-технолошком открићу. Идеја је да се пошалице на рачун разних политичара брзо преносе као што се информације преносе путем жице. У време излажења листа напредњаци су били на власти, а либерали и радикали су били у опозицији. Телефон је штампан у штампарији која је окарактерисана као неутрална. Тај назив неутрална штампарија означава  неутралност и политичку независност. Коста Белкић је покренуо 1883. године још један лист за шалу и сатиру а по потреби и за грдњу који је назвао Зврчка. Овај лист је почео да излази само месец дана након гашења листа Телефон.
Од броја 14 1883. године Телефон је променио заглавље листа у односу на претходне бројеве.

### Периодичност излажења
Излазио је једанпут недељно.

### Сарадници листа
- Љубомир Петровић, глумац, песник и прозни писац, уредник Дар-мара.

### Тематика
- Сатирични текстови
- Карикатуре
- Песме
- Пародије
- Игре речима

#### Карикатуре
Карикатуриста који је цртао карикатуре за овај лист звао се Штробл (Strobl). Он је био ксилограф и цртач који је живео и радио у Бечу. Карикатуре су рађене на основу Белкићевих идеја. У листу су објављиване карикатуре против Аустрије. Интересантна је чињеница да су те карикатуре цртане и резане усред Беча. Нарочито је карактеристична карикатура Из сувремености. Представљени су Босанац и Херцеговац како удруженим снагама покушавају да истерају Аустрију из њихове земље. Све то посматра један Мађар који каже Теремтете, гле ... те раје.

## Рубрике
Уз војнички хумор, Телефон је неговао и лоповски хумор кроз текстуалну рубрику Лоповске мудре изреке. Ипак, тај хумор је остварен на посебан начин. Први део изреке је народна пословица, а у другом делу је дописиван текст дајући изреци неочекиван хумор и обрт. Тај лоповски хумор писали су углавном полицајци.
- Лоповске мудре изреке
- Шмуле и Муле
- Ситнице

### Лоповски афоризми
- | „ | Тешко другу без друга, јадао се један лопов у затвору без друга. | ” |

- | „ | Невиног и бог чува, рекао је један лопов, кад су га питали како је од казни избегао. | ” |

## Галерија
- Телефон, број 6, страна 45, 1883.
- Телефон, карикатура Санитетска предохрана, број 6, страна 48, 1883.
- Телефон, број 7, страна 52, 1883.
- Телефон, број 7, страна 54, 1883.
- Телефон, број 22, страна 160, 1883.
- Телефон, последњи број 22, 1883.